# بيت سويد (المحويت)

تعديل مصدري - تعديل

بيت سويد هي إحدى قرى عزلة عنبر بمديرية المحويت التابعة لمحافظة المحويت، بلغ تعداد سكانها 719 نسمة حسب تعداد اليمن لعام 2004.